# Nguyễn Văn Nhuệ
Nguyễn Văn Nhuệ (20 tháng 8 năm 1938 – 30 tháng 11 năm 2022), tên thánh Phêrô, là chính khách Việt Nam Cộng Hòa, nguyên dân biểu và thượng nghị sĩ Quốc hội Việt Nam Cộng hòa.

## Tiểu sử
Nguyễn Văn Nhuệ chào đời tại Giáo xứ Trung Lai, Giáo phận Bắc Ninh (nay thuộc tỉnh Bắc Giang) vào ngày 20 tháng 8 năm 1938 (tài liệu thời Việt Nam Cộng hòa ghi là năm 1938, cáo phó thì ghi là năm 1936).
Từ năm 1962 đến năm 1967, ông dạy học ở trường phổ thông. Ngày 22 tháng 10 năm 1967, ông tham gia tranh cử và rồi được bầu làm Dân biểu đơn vị Lâm Đồng, ít lâu sau lên làm Phó Tổng Thư ký Hạ nghị viện Việt Nam Cộng hòa từ năm 1968 đến năm 1969. Sau khi nhiệm kỳ Dân biểu pháp nhiệm I kết thúc vào năm 1971, ông được nhận vào làm trong Phủ Tổng thống Việt Nam Cộng hòa.
Sau một thời gian làm viên chức Phủ Tổng thống, ông tham gia cuộc bầu cử Thượng nghị viện năm 1973 và đắc cử chức Thượng nghị sĩ pháp nhiệm II từ năm 1973 đến năm 1975 (nhiệm kỳ ban đầu đến năm 1979, chấm dứt sớm do biến cố 30 tháng 4 năm 1975).
Ông qua đời tại nhà riêng vào ngày 30 tháng 11 năm 2022 ở Laguna Hills, California, Hoa Kỳ, hưởng thọ 86 tuổi.